# François Francœur
François Francœur (París, 8 de setembre de 1698 - París, 5 d'agost de 1787) fou un compositor i violinista francès.
A l'edat de dotze anys entrà en l'orquestra de l'Òpera, allà va conèixer en François Rebel del que en fou amic íntim i col·laborador tota la seva vida. Més tard Francœur entrà en la banda de violins del rei, i després desenvolupà, successivament, els càrrecs de compositor de cambra, inspector i director de l'Òpera i primer intendent de la música del rei.
Va compondre dos volums de Sonates per a violí (1715-1720) i 10 òperes, aquestes en col·laboració amb Rebel.
Era oncle del director d'orquestra i violinista Louis-Joseph Francœur (1738-1804)